# Ħamrun Spartans FC
Ħamrun Spartans Football Club är en maltesisk fotbollsklubb baserad i Ħamrun (maltesiska Il-Ħamrun). 
Fotbollsklubb grundades 1907. Större matcher kan spelas på Victor Tedesco Stadion i Il-Ħamrun.

## Färger
| Ħamrun Spartans FC | Ħamrun Spartans FC |

### Trikåer
| ? | ? | ? | Puma | 2020/21 s. |

## Meriter
- Maltesiska ligan: 10 
1913/14, 1917/18, 1946/47, 1982/83, 1986/87, 1987/88, 1990/91, 2020/21, 2022/23, 2023/24
- Maltesiska cupen: 6 
1982/83, 1983/84, 1986/87, 1987/88, 1988/89, 1991/92
- Maltesiska supercupen: 5 
1986/87, 1987/88, 1988/89, 1990/91, 1991/92

## Placering senaste säsonger
| Säsong  | Nivå | Liga                   | Placering | Referens      | Notering                       |
| ------- | ---- | ---------------------- | --------- | ------------- | ------------------------------ |
| 2015/16 | 2    | Maltese First Division | 2         | [ 1 ]         | Uppflyttad till Premier League |
| 2016/17 | 1    | Maltese Premier League | 10        | [ 2 ] [ 3 ]   |                                |
| 2017/18 | 1    | Maltese Premier League | 8         | [ 4 ] [ 5 ]   |                                |
| 2018/19 | 1    | Maltese Premier League | 4         | [ 6 ] [ 7 ]   |                                |
| 2019/20 | 1    | Maltese Premier League | 9         | [ 8 ] [ 9 ]   |                                |
| 2020/21 | 1    | Maltese Premier League | 1         | [ 10 ] [ 11 ] |                                |
| 2021/22 | 1    | Maltese Premier League | 3         | [ 12 ] [ 13 ] |                                |
| 2022/23 | 1    | Maltese Premier League | 1         | [ 14 ]        |                                |
| 2023/24 | 1    | Maltese Premier League | 1         | [ 15 ]        |                                |
| 2024/25 | 1    | Maltese Premier League |           | [ 16 ]        |                                |

## Kända spelare
- Orazio Sorbello
- Tony Morley
- Cristian Zaccardo
- Peter Barnes, (1989–1990)

## Tränare
- Giovanni Tedesco, (maj 2018 – 2019)
- Manuele Blasi, (2019 – 2020)
- Andrea Ciaramella, (2020)
- Mark Buttigieg, (2020 – 2022)
- Branko Nisevic, (2022–)[17]

### Fotnoter
1. ↑  2015/16 på RSSSF
2. ↑  2016/17 på RSSSF
3. ↑  2016/17 Soccerway
4. ↑  2017/18 på RSSSF
5. ↑  2017/18 på Soccerway
6. ↑  2018/19 på RSSSF
7. ↑  2018/19 på Soccerway
8. ↑  2019/20 på RSSSF
9. ↑  2019/20 Soccerway
10. ↑  2020/21 på RSSSF
11. ↑  2020/21 på Soccerway
12. ↑  2021/22 på RSSSF
13. ↑  2021/22 på Soccerway
14. ↑  2022/23 på RSSSF
15. ↑  2023/24 på RSSSF
16. ↑  2024/25 på RSSSF
17. ↑  Ny tränare